# Partia Liberalna (Islandia)
Partia Liberalna (isl. Frjálslyndi flokkurinn) – islandzka prawicowa partia polityczna istniejąca w latach 1998–2013.
Partia Liberalna popiera członkostwo Islandii w NATO, ale zdecydowanie sprzeciwiała się wojnie w Iraku i okupacji tego kraju przez wojska USA. Jest przeciwna wejściu Islandii do Unii Europejskiej. Jej program koncentrował się początkowo na obronie islandzkiego rybołówstwa, a obecnie skupia się na kwestiach ograniczenia imigracji na wyspie.
W wyborach w 2009 roku nie udało jej się przekroczyć progu wyborczego. Przed wyborami w 2013 została wchłonięta przez nową partię Świt (Dögun), której nie udało się zdobyć miejsc w parlamencie.

## Liderzy partii
- Sverrir Hermannsson (1998–2003)
- Guðjón Arnar Kristjánsson (2003–2010)
- Sigurjón Þórðarson (2010–2013)

## Wyniki wyborów parlamentarnych
| Wybory | Liczba głosów | % głosów | +/–% | Liczba mandatów | +/− |
| ------ | ------------- | -------- | ---- | --------------- | --- |
| 1999   | 6 919         | 4,2      | .    | 2               | .   |
| 2003   | 13 523        | 7,4      | +3,2 | 4               | +2  |
| 2007   | 13 233        | 7,3      | –0,1 | 4               | ±0  |
| 2009   | 4 148         | 2,2      | –5,1 | 0               | -4  |